# Rifugio Auronzo
De Rifugio Auronzo (Duits: Auronzohütte) is een berghut in de Italiaanse provincie Belluno, net ten zuiden van de grens met Zuid-Tirol, aan de voet van de Drei Zinnen in de Dolomieten. De berghut, gelegen op een hoogte van 2320 meter in het Nationaal Park Dolomiti Bellunesi, behoort toe aan de sectie Auronzo van de Clup Alpino Italiano.
De eerste berghut, Principe di Piemonte, werd hier met de hulp van de gemeente Auronzo gebouwd in 1912 en pas ingewijd op 2 oktober 1925. Na het ontstaan van de Italiaanse republiek werd de hut hernoemd naar Bruno Caldart, een jonge gids uit Auronzo die bij een val van de Kleine Zinne het leven liet. In 1955 brandde de hut af, om in 1957 in de huidige vorm herbouwd te worden.